# Famitsu
Famitsu (ファミ通)), anteriormente Famicom Tsūshin, é uma revista japonesa sobre videogames, publicada pela Kadokawa Game Linkage (anteriormente conhecida como Gzbrain). É a principal publicação semanal de games de todo o Japão, se destacando internacionalmente pelo seu sistema de notas, onde quatro avaliadores dão suas notas distintas a um determinado jogo. O nome Famitsu é uma amálgama de Famicom Tsūshin.

## Avaliações perfeitas
Em toda a sua história, vinte e nove jogos levaram a nota máxima (40/40):
1. The Legend of Zelda: Ocarina of Time (N64, 1998)
2. Soul Calibur (DC, 1999)
3. Vagrant Story (PS, 2000)
4. The Legend of Zelda: The Wind Waker (GC, 2002)
5. Nintendogs (DS, 2005)
6. Final Fantasy XII (PS2, 2006)
7. Super Smash Bros. Brawl (Wii, 2008)
8. Metal Gear Solid 4: Guns of the Patriots (PS3, 2008)
9. 428: Fuusa Sareta Shibuya de (Wii, 2008)
10. Dragon Quest IX (DS, 2009)
11. Monster Hunter Tri (Wii, 2009)
12. Bayonetta (Xbox 360, 2009)
13. New Super Mario Bros Wii (Wii, 2009)
14. Metal Gear Solid: Peace Walker (PSP, 2010)
15. Pokémon Black and White (DS, 2010)
16. The Legend of Zelda: Skyward Sword (Wii, 2011)
17. The Elder Scrolls V: Skyrim (PS3, Xbox360, PC, 2011)
18. Final Fantasy XIII-2 (PS3, Xbox360, 2011)
19. Kid Icarus Uprising (3DS, 2012)
20. Yakuza 5 (PS3, 2012)
21. Jojo's Bizarre Adventure: All-Stars Battle (PS3, 2013)
22. Grand Theft Auto V (Xbox 360, PS3, 2013)
23. Metal Gear Solid V: The Phantom Pain (PC, Xbox360, Xbox One, PS3, PS4, 2015)
24. The Legend of Zelda: Breath of the Wild (Wii U, Nintendo Switch)
25. Dragon Quest XI: Echoes of an Elusive Age (PS4,3DS, 2017)]]
26. Death Stranding (PS4,PC,2019)
27. Ghost of Tsushima (PS4, 2020)
28. The Legend of Zelda: Tears of the Kingdom (Switch, 2023)
29. Street Fighter 6 (PS4, PS5, Xbox Series S|X, PC, 2023)

## Lista dos 100 melhores jogos de videogame (2006)
De acordo com um inquérito realizado em 2006 junto dos leitores da revista japonesa Famitsu, os 100 melhores vídeo-jogos de todos os tempos são:
1. Final Fantasy X (2001)
2. Final Fantasy VII (1997)
3. Dragon Quest III (1988)
4. Dragon Quest VIII (2004)
5. Machi (1998)
6. Final Fantasy IV (1991)
7. Tactics Ogre (1995)
8. Final Fantasy III (1990)
9. Dragon Quest VII (2000)
10. The Legend of Zelda: Ocarina of Time (1998)
11. Dragon Quest V (1992)
12. Far East of Eden 2 (1992)
13. Sakura Taisen (1996)
14. Dragon Quest IV (1990)
15. Final Fantasy V (1992)
16. Xenogears (1998)
17. Dragon Quest II (1987),
18. Sakura Taisen III (2002)
19. Kingdom Hearts (2002)
20. Street Fighter II (1992)
21. Super Mario Bros (1985)
22. Final Fantasy VIII (1999)
23. Toki Meki Memorial (1995)
24. Final Fantasy IX (2000)
25. Final Fantasy VI(1994)
26. Metal Gear Solid 3 (2004)
27. Valkyrie Profile (1999)
28. Chrono Trigger (1995)
29. Kingdom Hearts II (2005)
30. Dragon Quest (1986)
31. Legend of Zelda: A Link to the Past (1991)
32. Final Fantasy X-2 (2003)
33. Resident Evil (1996)
34. Dragon Quest VI (1995)
35. F-Zero (1990)
36. Sakura Taisen II (1998)
37. Mother 2 (1994)
38. Mother (1989)
39. Virtua Fighter (1994)
40. Dragon Quest 5 – remake para PS2 (2004)
41. Legend of Zelda: Wind Waker (2002)
42. Metal Gear Solid 2 (2001)
43. Animal Crossing: Wild World (2005)
44. Tales of the Abyss (2005)
45. Ogre Battle (1993)
46. Legend of Zelda (1986)
47. Virtua Fighter 2 (1995)
48. Mysterious Dungeon 2 (1995)
49. Sonic the Hedgehog (1991)
50. Metal Gear Solid (1998)
51. Pokemon Red and Green (1996)
52. Ys 1 and 2 (1989)
53. Romancing Saga (1992)
54. Toke Meke Memorial (PC Engine) 94
55. Super Robot Taisen Alpha (2000)
56. Resident Evil 2 (1998)
57. Tales of Eternia (2000)
58. Digital Devil Saga Megami Tensei II (1990)
59. Shin Megami Tensei (1992)
60. Final Fantasy II (1988)
61. Super Mario World (1990)
62. To Heart II (2004)
63. Final Fantasy (1987)
64. Puyo Puyo (1992)
65. Family Stadium Pro Baseball (1986)
66. Wizardry (1987)
67. Hokkaido Murder Mystery (1987)
68. Fire Emblem (1994)
69. Super Mario Kart (1992)
70. Dynasty Warriors 4 (2003)
71. Monster Hunter (2004)
72. Best Play Pro Baseball (1988)
73. Grandia (1997)
74. Resident Evil 4 (GC) 2005
75. Gran Turismo 4 (2004)
76. GTA: Vice City (2004)
77. Super Monaco GP(1990)
78. Torneko Mysterious Dungeon (1993)
79. Tales of Destiny (1997)
80. Street Fighter 2 Turbo (1993)
81. Dynasty Warriors III (2001)
82. Final Fight (1990)
83. Monster Hunter Portable (2005)
84. Final Fantasy Tactics (1997)
85. Monster Hunter G (2005)
86. Mysterious Dungeon 2 (2000)
87. Kung Fu (1985)
88. Tokimeki Memorial (Saturn) (1996)
89. Tales of Destiny II (2002)
90. Kamaitachi No Yoru (1994)
91. Sakura Taisen IV (2002)
92. Tales of Rebirth (2004)
93. Sim City (1991)
94. Saga 2 (1990)
95. Pro Baseball Family Stadium 87
96. Tetris (Gameboy) (1989)
97. Secret of Mana (1993)
98. Gradius (1986)
99. Super Mario Bros III (1988)
100. Resident Evil 4 (PS2/GC) 2005